# ستان وايت (لاعب كرة قدم أمريكية)
ستان وايت (بالإنجليزية: Stan White)‏ هو لاعب كرة قدم أمريكية أمريكي، ولد في 24 أكتوبر 1949 في دوفر في الولايات المتحدة.

## وصلات خارجية
- ستان وايت على موقع مرجع كرة القدم المحترفة.كوم (الإنجليزية)